# Cylindrecamptus
Cylindrecamptus is een kevergeslacht uit de familie van de boktorren (Cerambycidae). De wetenschappelijke naam van het geslacht werd voor het eerst geldig gepubliceerd in 1940 door Breuning.

## Soorten
Cylindrecamptus omvat de volgende soorten:
- Cylindrecamptus albomaculatus Breuning & Chûjô, 1964
- Cylindrecamptus lineatus (Aurivillius, 1914)